# Třída Mystic
Třída Mystic byla třída hlubokomořských záchranných plavidel (DSRV – Deep Submergence Rescue Vehicle) námořnictva Spojených států amerických z doby studené války. Hlavním úkolem ponorek bylo provádění záchranných operací u havarovaných ponorek. Miniponorky DSRV byly navrženy pro rychlou přepravu do operační oblasti; šlo je převážet vozidly, letecky, lodí, nebo s pomocí modifikovaných útočných ponorek. DSRV mohla místo nehody prozkoumat sonarem, připojit se k havarované ponorce a vzít na palubu až 24 trosečníků, které by vynesla ke své mateřské lodi.

## Stavba
Záchranné ponorky DSRV byly vyvinuty v reakci na havárii jaderné stíhací ponorky USS Thresher v dubnu 1963. Kontrakt na vývoj záchranných plavidel získala společnost Lockheed Missiles and Space Co. v Sunnyvale ve státě Kalifornie. Původně byla zvažována stavba až 12 ponorek tohoto typu, nakonec však byly postaveny pouze dvě. Ponorky byly testovány u amerického i britského námořnictva. Plně provozuschopnými se staly roku 1977.
Jednotky třídy Mystic:
| Jméno         | Spuštěna       | Vstup do služby | Status                    |
| ------------- | -------------- | --------------- | ------------------------- |
| DSRV-1 Mystic | 24. ledna 1970 | 1972            | vyřazena 2009             |
| DSRV-2 Avalon | červenec 1972  |                 | vyřazena v listopadu 2000 |

## Konstrukce

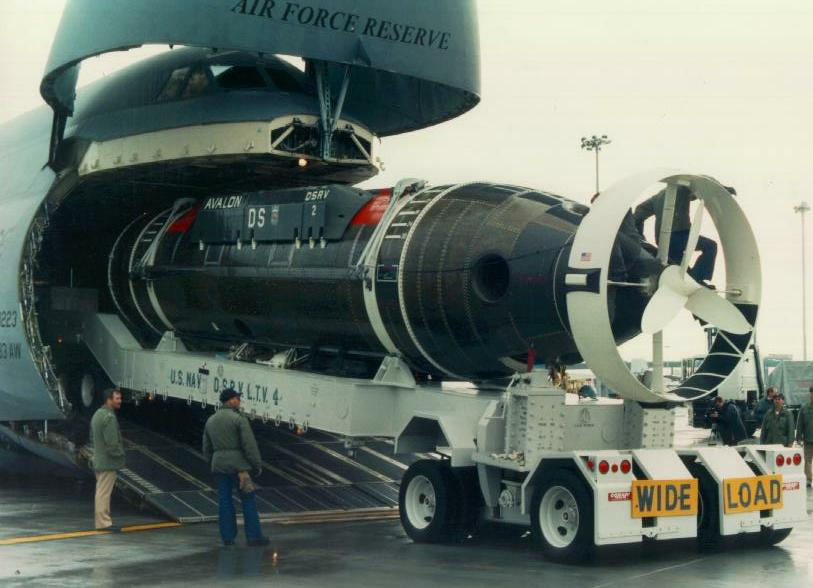
DSRV-2 Avalon při nakládání do transportního letounu C-5 Galaxy

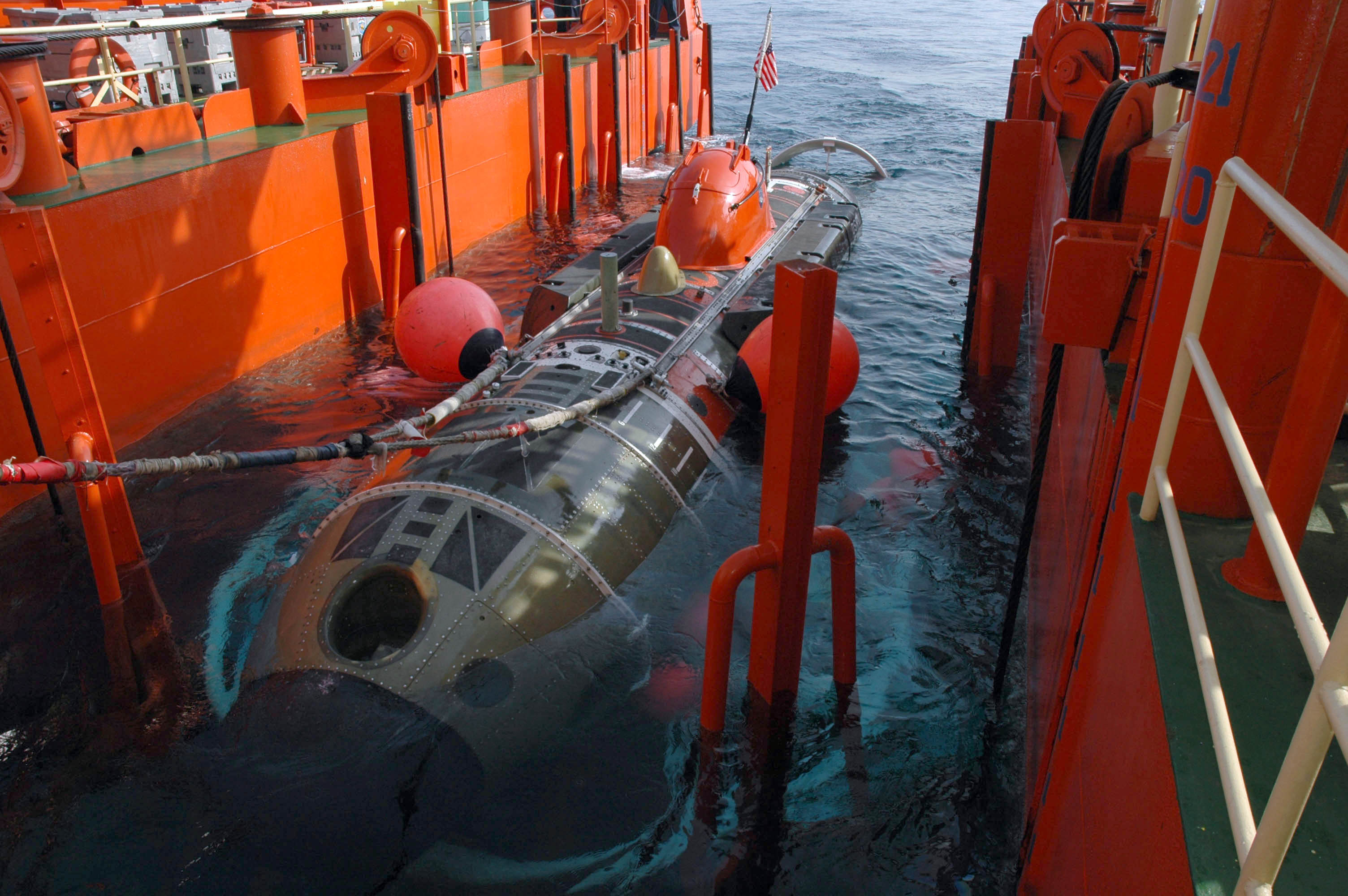
DSRV-1 Mystic

Ponorka byla tvořena třemi sférami o průměru 2,3 metru z vysokopevnostní oceli HY-240, chráněnými laminátovým lehkým trupem. Zatímco přední sféra sloužila k ovládání miniponorky a navigaci, ostatní dvě byly primárně prostorem pro usazení až 24trosečníků. Posádku tvořily čtyři osoby (dva piloti v první sféře a dva záchranáři ve zbytku miniponorky). Pod prostřední sférou byl připojovací uzel pro spojení s havarovanou ponorkou. Ponorky měly rozsáhlé senzorové vybavení, které zahrnovalo mimo jiné několik typů sonarů, kamer a nouzový podvodní telefon pro komunikaci s posádkou ztroskotané ponorky. Kvůli případnému vyčištění místa únikového poklopu DSRV měly robotickou ruku (s nosností 1000 liber) a střihač kabelů. Ponorky poháněl elektromotor o výkonu 11 kW, napájený stříbro-zinkovými články. Jeden lodní šroub doplňovala čtveřice manévrovacích trysek (po dvou na přídi a na zádi). Ponorky se pod hladinou pohybovaly rychlostí až 4 uzly. Při vyhledávání byla rychlost omezena na 1,5 uzlu. Jejich hloubkový dostup byl 1524 metrů (5000 stop).

## Operační služba

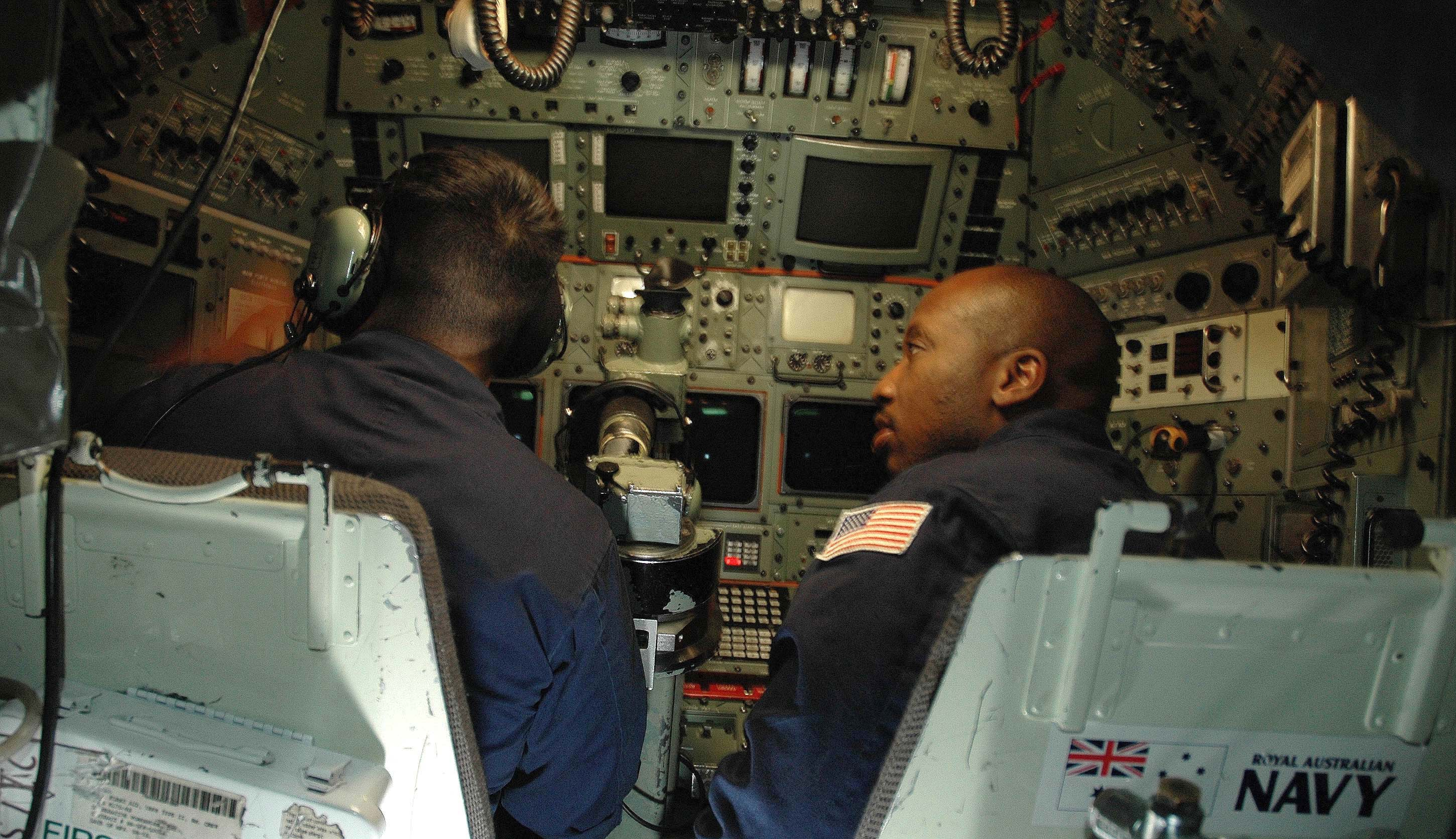
Piloti miniponorky DSRV-1 Mystic

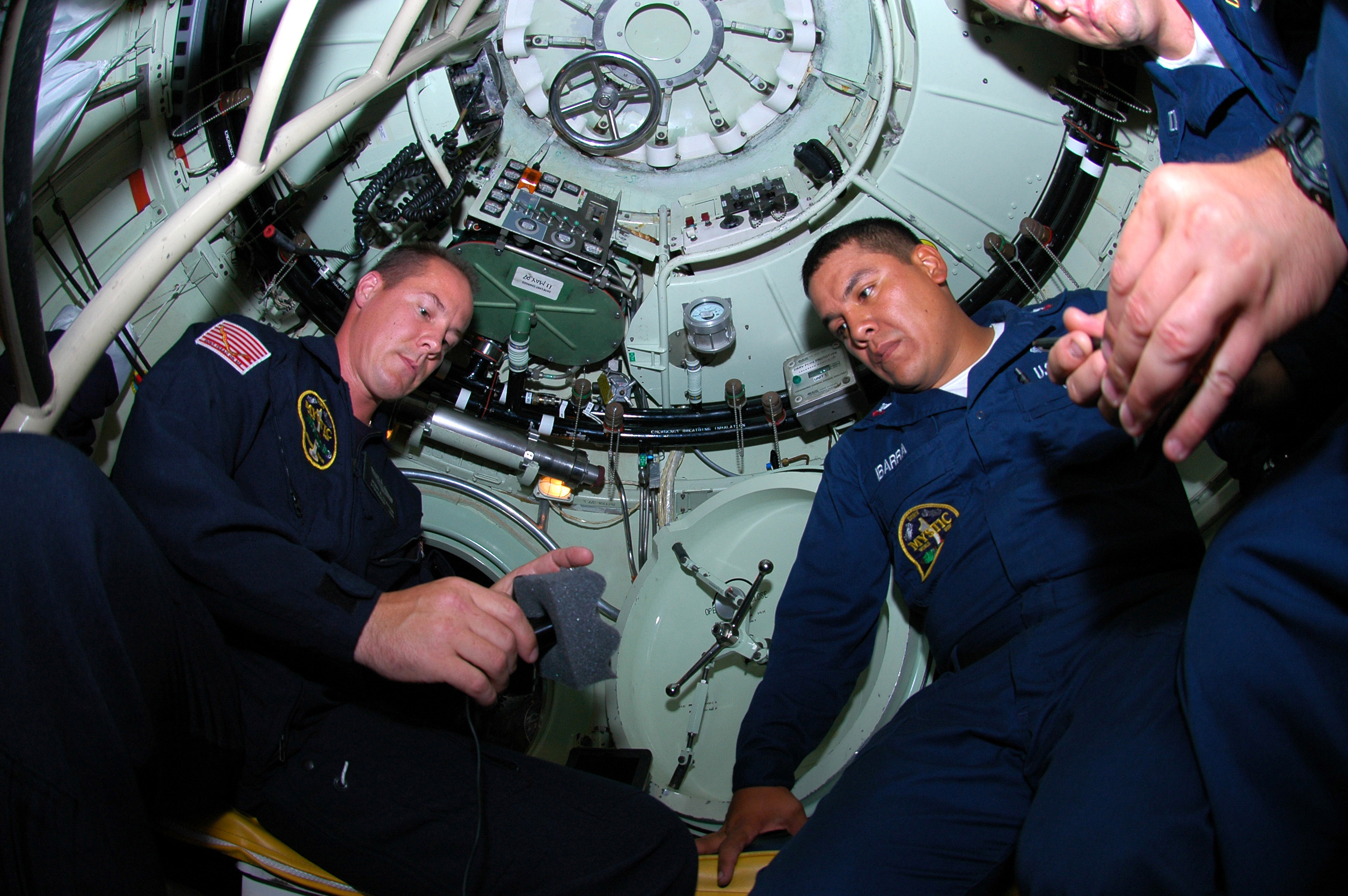
Posádka uvnitř miniponorky DSRV-1 Mystic

Od 70. let 20. století do roku 2000 byla vždy jedna záchranná miniponorka DSRV v pohotovosti pro případ nasazení a druhá byla v záloze (údržbě). Miniponorky DSRV nebyly nikdy použity k účelu, ke kterému byly postaveny. V listopadu 2000 byla vyřazena miniponorka Avalon a pohotovost byla poté držena nonstop pouze miniponorkou Mystic (Avalon sloužila jako zdroj náhradních dílů). V roce 2009 byl systém DSRV ve službě nahrazen novým záchranným systémem SRDR. Program DSRV byl deaktivován k 1. říjnu 2009.
V případě havárie americké či spojenecké ponorky by miniponorka DSRV byla na podvalníku převezena na letiště a letecky (např. transportními letouny C-141 Starlifter a C-5 Galaxy) přepravena do blízkosti místa havárie, kde by ji naložila mateřská záchranná loď (např. třídy Pigeon), či by byla uložena na speciálním stojanu na palubě pro ten účel upravených útočných ponorek. Po ponoření na místo havárie by DSRV pomocí sonaru našla havarovanou pohorku, navázala spojení s její posádkou a následně se připojila k únikovému poklopu, aby vzala na palubu trosečníky a vystoupala s nimi k mateřskému plavidlu. K ponorce se DSRV mohly připojit pod úhlem až 45°.